# Строкинская
Строкинская — деревня в Красноборском районе Архангельской области. Входит в состав Телеговского сельского поселения.

## География
Находится в юго-восточной части Архангельской области на расстоянии приблизительно 8 км на восток-северо-восток по прямой от административного центра района Красноборск на острове Юрьев Наволок в пойме реки Северная Двина.

## История
В 1859 году здесь (деревня Сольвычегодского уезда Вологодской губернии) было учтено 13 дворов.

## Население
Численность населения: 110 человек (1859 год), 6 (русские 100 %) в 2002 году, 2 в 2010.